# Lennooideae
Lennooideae es una subfamilia de plantas de flores de la familia Boraginaceae que tiene 2 géneros.

## Descripción
Los miembros de esta subfamilia son suculentas, plantas herbáceas sin clorofila.  Las hojas se reducen a escamas cortas, y las plantas son totalmente parasitarias en las raíces de sus anfitriones, que son típicamente especies de Clematis, Euphorbia, y varias leñosas de Asteraceae.

## Géneros
- Ammobroma Torr. = Pholisma Nutt. ex Hook.
- Lennoa Lex.
- Pholisma Nutt. ex Hook.